# Таверна (провінція Катандзаро)
Таверна (італ. Taverna, сиц. Taverna) — муніципалітет в Італії, у регіоні Калабрія, провінція Катандзаро.
Таверна розташована на відстані близько 480 км на південний схід від Рима, 14 км на північ від Катандзаро.
Населення — 2722 особи (2014).
Щорічний фестиваль відбувається 20 січня. Покровитель — San Sebastiano.

## Демографія
Населення за роками:

Станом на 1 січня 2023 року в муніципалітеті офіційно проживало 35 іноземців з 12 країн, серед них 17 громадян країн Євросоюзу та 1 громадянин України.

## Сусідні муніципалітети
- Альбі
- Априльяно
- Колозімі
- Котронеї
- Фоссато-Серральта
- Мезорака
- Паренті
- Петілія-Полікастро
- Сан-Джованні-ін-Фйоре
- Сорбо-Сан-Базіле
- Цагаризе